# San Marcos (Texas)
San Marcos is een plaats (city) in de Amerikaanse staat Texas, en valt bestuurlijk gezien onder Caldwell County en Hays County.

## Demografie
Bij de volkstelling in 2000 werd het aantal inwoners vastgesteld op 34.733.
In 2006 is het aantal inwoners door het United States Census Bureau geschat op 47.181, een stijging van 12448 (35.8%).

## Geografie
Volgens het United States Census Bureau beslaat de plaats een oppervlakte van
47,5 km², waarvan 47,2 km² land en 0,3 km² water.

## Plaatsen in de nabije omgeving
De onderstaande figuur toont nabijgelegen plaatsen in een straal van 20 km rond San Marcos.

## Geboren
- Lucious Jackson (1941-2022), basketballer
- Lynda Day George (1944), actrice